# 彊鳩夷
彊鳩夷（？—？），是周朝时期吳國的君主之一，為吳國第八任君主，承襲父亲柯相擔任吳國君主。彊鳩夷死后儿子餘橋疑吾继位。
| 前任： 柯相 | 吴国君主 | 繼任： 餘橋疑吾 |